# Rundtjärnen (Åre socken, Jämtland, vid Sevedholm)
Rundtjärnen är en sjö i Storlien i Åre kommun i Jämtland och ingår i Indalsälvens huvudavrinningsområde.